# Estación de José Isbert
José Isbert es una estación de la línea ML-3 de Metro Ligero Oeste situada en la Ciudad de la Imagen (Pozuelo de Alarcón), junto a la calle que le da nombre. Abrió al público el 27 de julio de 2007.
Su tarifa corresponde a la zona B1 según el Consorcio Regional de Transportes.

## Accesos
- José Isbert C/ José Isbert, 2

## Líneas y conexiones

### Metro Ligero
| << cabecera    | < estación          | línea | estación >      | cabecera >>        |
| -------------- | ------------------- | ----- | --------------- | ------------------ |
| Colonia Jardín | Ciudad de la Imagen |       | Ciudad del Cine | Puerta de Boadilla |

### Autobuses
| Diurnos   |                  |                                            |                  |
| Línea     | Destino          | Parada                                     | Operador         |
| 572       | Madrid (Aluche)  | 11977 José Isbert-Est. José Isbert (N.º 2) | Empresa Boadilla |
| Nocturnos |                  |                                            |                  |
| Línea     | Destino          | Parada                                     | Operador         |
| N905      | Madrid (Moncloa) | 11977 José Isbert-Est. José Isbert (N.º 2) | Empresa Boadilla |